# Kaplica św. Jerzego Zwycięzcy w Supraślu
Kaplica pod wezwaniem św. Jerzego Zwycięzcy – prawosławna kaplica cmentarna w Supraślu. Należy do parafii Zwiastowania Przenajświętszej Bogurodzicy i św. Jana Teologa w Supraślu, w dekanacie Białystok diecezji białostocko-gdańskiej Polskiego Autokefalicznego Kościoła Prawosławnego.

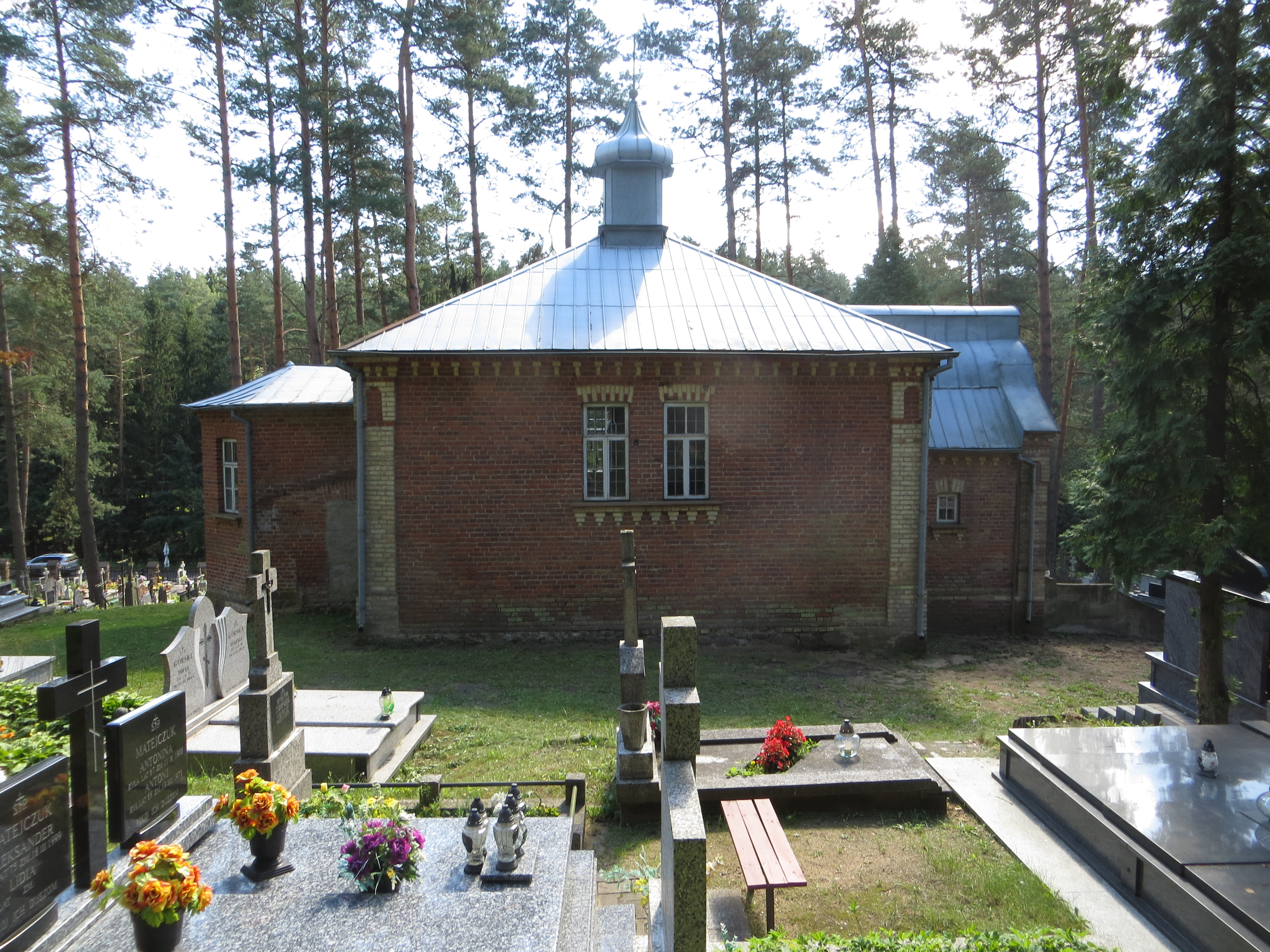
Widok od strony północnej

Obiekt znajduje się na cmentarzu prawosławnym w Podsupraślu (dawnej wsi, obecnie części Supraśla).
Kaplicę wzniesiono w 1901. Jest to budowla murowana, trójdzielna, jednokopułowa, z wbudowaną w 1932 dzwonnicą. W okresie międzywojennym była jedyną czynną świątynią supraskiej wspólnoty prawosławnej. Od 1956 obiekt pełni wyłącznie funkcję świątyni cmentarnej.
Od 2016 r. trwał remont kaplicy (do grudnia 2018 r. odnowiono elewację, wymieniono tynki wewnętrzne oraz stolarkę okienną i drzwiową, wzmocniono fundamenty, zrekonstruowano schody). Po zakończeniu prac, obiekt został 22 sierpnia 2020 r. poświęcony przez arcybiskupa białostockiego i gdańskiego Jakuba, arcybiskupa bielskiego Grzegorza i biskupa supraskiego Andrzeja.
Kaplicę (razem z cmentarzem i ogrodzeniem) wpisano do rejestru zabytków 15 września 1997 pod nr A-105.